# Isodaphne perfragilis
Isodaphne perfragilis é uma espécie de gastrópode do gênero Isodaphne, pertencente a família Raphitomidae.